# Fregata (nave)
(Horatio Nelson)

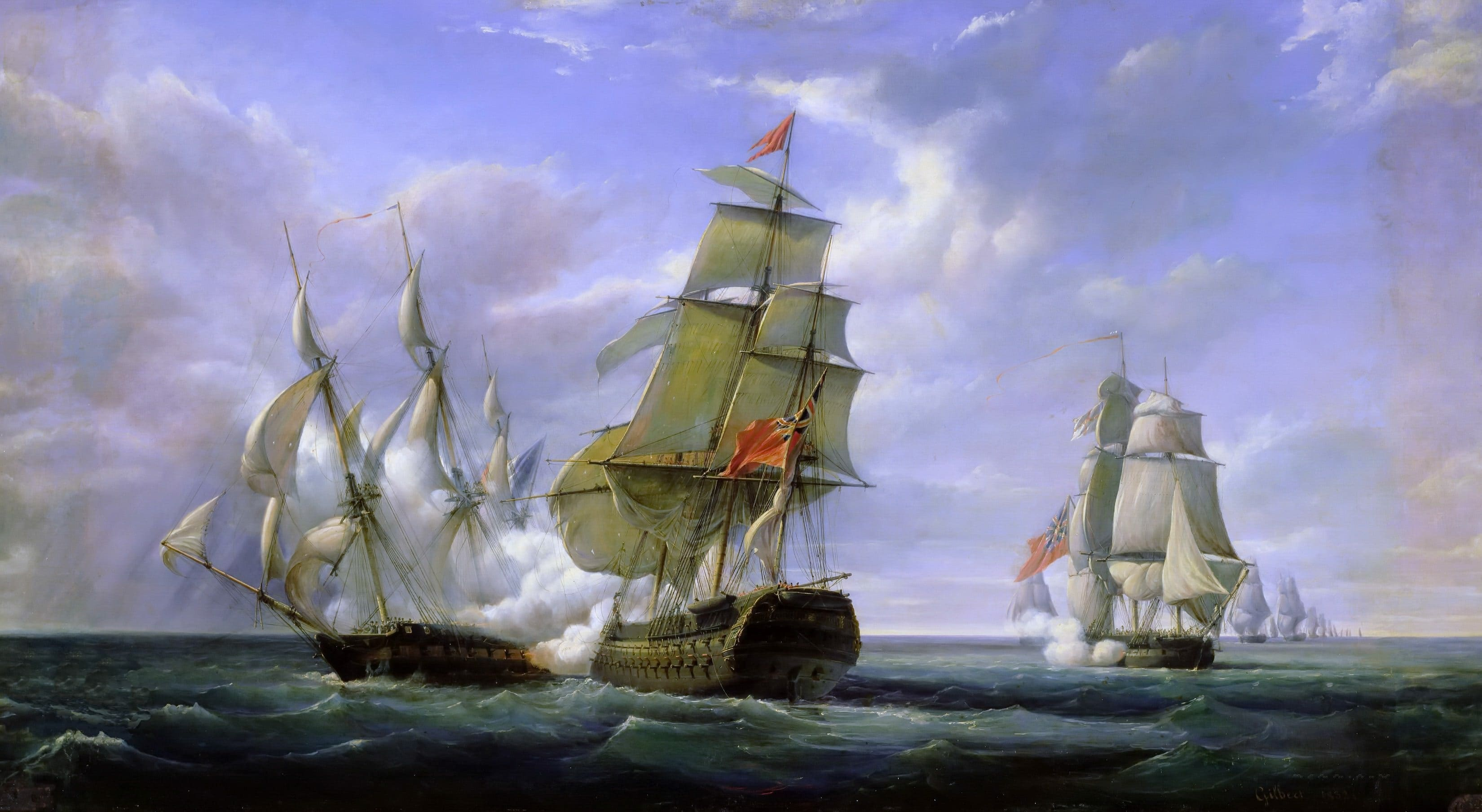
Il superiore volume di fuoco del vascello britannico da 64 cannoni HMS Tremendous ha la meglio sull'assai più limitata potenza della fregata francese La Cannonière (21-4-1806)

Fregata è il nome che è stato utilizzato per moltissimi e diversi tipi di nave da guerra in differenti periodi storici.
Questo termine è stato utilizzato per una varietà di navi di ruoli e dimensioni differenti. Durante il periodo della propulsione a vela, si usava per indicare una nave più piccola e più veloce di un vascello di linea, dotata di un unico ponte completo di batteria e adibita a lavori di pattuglia e di scorta piuttosto che ad azioni militari.
Nella moderna terminologia militare, il termine "fregata" si riferisce a una nave da guerra destinata a proteggere altre navi da guerra o navi mercantili e come combattente nella anti-submarine warfare (ASW, "guerra antisommergibile") per una forza da spedizione anfibia, per un gruppo di rifornimento e per convogli di mercantili.
Molte navi definite come fregate sono simili, in tutto o in parte, ad altre categorie di navi, inclusa tutta la gamma che va dai cacciatorpediniere fino agli incrociatori. La varietà è stata determinata da un gran numero di fattori, come l'epoca storica, il particolare ruolo svolto nel teatro di guerra, e gli standard adottati da un dato paese.

## Origine

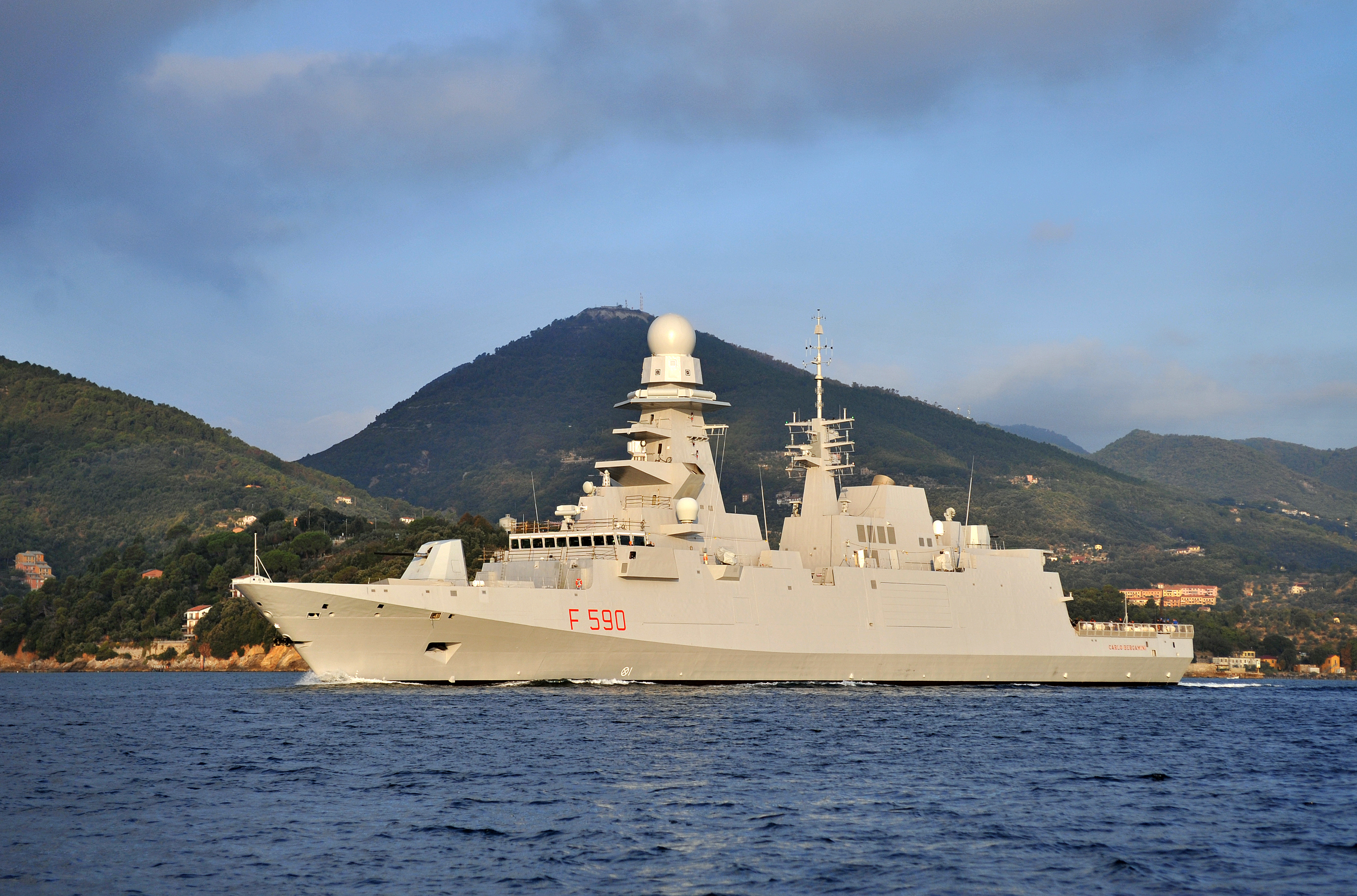
Nuova fregata italiana classe FREMM Carlo Bergamini (2011)

Il termine fregata originariamente designava un'unità di piccolo pescaggio, con uno o due alberi, a vela e a remi, molto simile al brigantino mediterraneo, ovvero un tipo di galea. Nel tardo Quattrocento e, con maggior probabilità, nel primo Cinquecento si iniziò a definire fregata anche un nuovo tipo di unità a due o tre alberi, a vele quadre e latine, utilizzato dalle marine biscagline (ovvero della zona tra la Galizia e la Bretagna, che ha il suo centro nei Paesi Baschi) e successivamente dai corsari di Dunkerque, un gruppo di corsari autorizzati dal Re di Spagna a depredare le navi della marina olandese durante la guerra d'indipendenza di questo paese dall'impero di Filippo II d'Asburgo.
Durante il Seicento la tipologia di nave nota con il nome di fregata cambiò. Per impulso di Francia, Paesi Bassi e Inghilterra, erano chiamate inizialmente fregate tutte le navi con tre alberi con vele latine sull'albero di mezzana, vele latine o quadre sugli altri, grande capacità manovriera e boliniera. Erano chiamate fregate anche i primi vascelli, anche se la tipica fregata del primo Seicento aveva meno di 30-40 cannoni. Nel Cinquecento e nel primo Seicento le fregate erano sia navi da guerra (e corsare), sia navi mercantili, ed effettivamente le navi utilizzate fino al primo Ottocento per le rotte con l'Estremo Oriente furono molto simili alle coeve fregate militari. Nel Settecento si ebbe anche un'evoluzione dell'armo velico, e la vela latina sull'albero di mezzana fu sostituita da una vela al terzo o più spesso da una randa, sul cui picco si poteva inferire una vela latina che prendeva il nome di controranda. Agli inizi di questo secolo, ma soprattutto alla sua metà, scomparve anche l'albero di bonaventura, che venne rimpiazzato da un'asta di controfiocco, il che permetteva alla nave di spiegare un maggior numero di vele di taglio, rendendo così queste unità ancor più agili nel risalire il vento (ossia nel procedere formando tra nave e vento un angolo molto stretto, che raggiungeva addirittura soltanto i 60° o 65°).
A seguito di queste modifiche, che hanno interessato chi prima e chi dopo, tutte le principali marinerie veliche dell'epoca, dalla metà del Seicento in avanti fu definita fregata la nave da guerra a tre alberi, dotata di un solo ponte di batteria coperto, e, eventualmente, di alcuni cannoni sui castelli o sul ponte di coperta, quindi un'unità militare veloce, meno armata del vascello, e utilizzata per compiti di esplorazione, crociera, pattugliamento, scorta, guerra sottocosta.
Il calibro dei cannoni era misurato in libbre (una libbra inglese equivale a 453,59237 grammi) e si riferiva alla massa della palla di ferro, che era piena, al contrario degli odierni proiettili che hanno all'interno una concavità contenente dell'esplosivo.
Nella marina britannica in genere le fregate avevano da 20-22 a 40-44 cannoni, eccezionalmente ci furono (soprattutto nel Seicento e dopo il 1820) fregate con 48-54 cannoni, costruite soprattutto per controbattere alle Big Frigates statunitensi. Un'unità leggera ma dotata di una buona potenza di fuoco, che, anche se non era sufficiente per prendere parte alla linea di fila (riservata ai vascelli con almeno 50 cannoni, e con un calibro nel ponte inferiore superiore in genere alle 24 libbre), le dava però una superiorità notevole rispetto ai brigantini e alle corvette, per non parlare di cutter, sloop, golette, galeotte. Bisogna poi ricordare come il codice cavalleresco dei combattimenti marittimi proibiva, o comunque sconsigliava fortemente, a un comandante di un vascello di aprire per primo il fuoco su una fregata, data la grande differenza nel peso della bordata (per peso della bordata si intende la somma del peso di tutte le palle di cannone che un veliero poteva sparare da un singolo bordo).
Nelle marine mediterranee invece si sviluppò un tipo ibrido noto come Sciabecco-Fregata, dotato dello scafo affilato e dal fasciame leggero dello sciabecco, ma dall'armamento artiglieresco e (in parte, non avendo tre alberi ma due alberi e un alberetto) velico della fregata atlantica; comunque sin dal Seicento molte potenze mediterranee, come i corsari barbareschi, il sovrano ordine di Malta, la Francia e la Repubblica di Venezia si dotarono di fregate.
Nel Settecento si consideravano leggere le fregate tra i 24 e i 34 cannoni (in genere nel ponte di batteria superiori alle 6 libbre), e pesanti quelle con più di 36 cannoni (che verso la fine del secolo erano sovente di 18 libbre nel ponte di batteria, o eccezionalmente dal 1790 anche da 32), solo negli anni più prossimi al 1800 iniziarono nuovamente a essere varate fregate con più di 40-44 cannoni, e verso il 1830 non erano infrequenti le fregate da 60 cannoni, di calibro elevato (anche 36 o più libbre). Da queste unità, convertite a vapore e protette con una corazzatura di ferro, derivarono le prime corazzate.

## Fregate negli Stati pre-unitari italiani
Già prima dell'unificazione d'Italia si erano viste varie "fregate" utilizzate dalle marinerie degli staterelli in cui era frammentata l'Italia.
Nel biennio 1827-1828 i modernissimi cantieri di Castellammare di Stabia (nei quali fu costruito il primo battello a vapore del Mediterraneo) vararono per la Real Marina delle Due Sicilie la fregata Regina Isabella da 44 cannoni mentre nel 1834 furono realizzate le fregate Partenope da ben 50 cannoni e l'Urania armata da 46 pezzi.
La Marina del Regno di Sardegna negli stessi anni al comando dell'ammiraglio Giorgio Andrea Agnes Des Geneys con le sue grandi fregate si dedicò ad aprire nuove rotte commerciali e mostrare la potenza della Marina Sarda. Nel 1834, a bordo di una fregata che portava il suo stesso nome, l'ammiraglio si recò fino a Rio de Janeiro e nel 1836 la fregata Euridice si recò a Montevideo. L'8 settembre 1838 salpò da Genova la fregata Regina nell'ambizioso tentativo di circumnavigare il globo.
Con l'unificazione d'Italia e l'imporsi dei motori a vapore e la propulsione a elica, le fregate aumentarono notevolmente la loro corazzatura passando così a un ibrido denominato pirofregata che poteva muoversi sia a vela sia a motore, per evolversi nel tempo nell'unità antisommergibile conosciuta modernamente.

## Fregate moderne
Alla fine del XIX secolo le fregate caddero in disuso, sostituite dagli incrociatori e dai cacciatorpediniere. Navi definite come fregate riapparvero nella Marina britannica durante la seconda guerra mondiale. Queste erano più grandi delle corvette e più piccole dei cacciatorpediniere ed erano adibite alla scorta dei convogli navali. Nel dopoguerra varie marine cominciarono a dotarsi di fregate. 
Negli anni sessanta anche la Marina Militare italiana ebbe questo tipo di navi. Nel 1960 fu varata la prima fregata della classe Carlo Bergamini, mentre nel 1967 entrò in servizio la prima fregata della classe Alpino. Alla fine degli anni settanta entrarono in servizio le quattro fregate lanciamissili della classe Lupo a cui si aggiunsero, a partire dal 1982, le otto della classe Maestrale. Dagli anni 2010, le più prestanti FREMM (costruite in dieci esemplari e in collaborazione con la Francia) stanno sostituendo le classi Lupo e Maestrale.